# Хайнрих фон Офтердинген
„Хайнрих фон Офтердинген“  (1799 – 1800) (на немски: „Heinrich von Ofterdingen“), e роман на германския писател Фридрих Филип Леополд барон фон Харденберг, известен под псевдонима Новалис. Този роман е последната и най-обширна литературна творба на Харденберг. Тя проследява развитието на главния герой през юношеството по пътя му към превръщането в поет ‒ цел, която така и не се осъществява в романа. Година след смъртта на Новалис (1802 г.) Лудвиг Тик и Фридрих Шлегел публикуват първото издание на произведенията му в два тома, където се поместват творби като „Хайнрих фон Офтердинген“, „Die Lehrlinge zu Sais“ („Учениците от Саис“), „Geistliche Lieder“ и някои непубликувани фрагменти.

## Предистория
Основен източник за сюжета е „Тюрингската хроника“ на починалия през 1434 г. Йоханес Роте, в която споменава за минезингера Хайнрих фон Афтердинген, взел участие в знаменателното надпяване в замъка Вартбург край Айзенах. Новалис е съхранил в ръкописа автентичното име на минезингера фон Афтердинген, но при следващите издания името приема облика на Офтердинген. Противно на очакванията, романът не носи нищо от епохата, към която автентичният герой препраща. Всъщност „Хайнрих фон Офтердинген“ не е исторически, а символически роман в духа на ранноромантическата философия и естетика. Ако се търси познат белетристичен модел, който следва, това не е хрониката на Роте, а първата част на Гьотевия „Вилхелм Майстер“. Младият барон фон Харденберг е споделял дълго време възторга на своите приятели и съратници от романа на Гьоте, но постепенно възхищението му отстъпва място на разочарование и раздразнение, формулирано в следния критичен фрагмент: „Вилхелм Майстер. Години на учение“ е до известна степен прозаичен и модерен роман. Поради това романтическото е унищожено, както и природната поезия, и чудесното. В него става дума само за човешките неща, а природата и мистицизмът са напълно забравени. Това е една опоетизирана бюргерска и домашна история."

### Сюжет
- Първата част е озаглавена „Очакването“ („Die Erwartung“). Започва с размислите на младия Хайнрих относно разказа на един чужденец за синьото цвете. Сънува това загадъчно цвете, което след пробуждането си, решава да открие. Сюжетът се разгръща чрез пътуването на главния герой и неговата майка от родния Айзенах в Тюрингия до Аугсбург във Франкония, където живее неговият дядо Шванинг. Поводът е желанието на майката да представи на баща си своя син, когото той изобщо не е виждал. В Аугсбург Хайнрих се запознава и влюбва в красивата Матилде. Тази част се изчерпва с дългата приказка, която Клингзор, бащата на Матилде, разказва на двамата новобрачни („Klingsohrs Marchen“). Тя представлява объркана алегория от екзистенциални обяснения, изпълнени с научни, алхимични, мистични, философски и литературни илюзии.
- Втора част е озаглавена „Сбъдването“ („Die Erfullung“). В нея трябвало да бъде показано себеосъществяването на героя. Матилде умира, а Хайнрих се скита по света в забвение. Среща се с мъдреца Силвестър ‒ някогашният учител на баща му. Te разговарят относно природата, образованието и религията. Въпреки че Харденберг планира детайлно продължението на романа, изпъстрен с поезия, влошаване на здравето го възпрепятства от довършването на произведението.
- Неосъществен финал: „Той искаше – както вече е набелязано в последната глава от първата част – да изрази самата същност на поезията и да изясни нейните основни задачи. Ето защо всичко – природата, историята, войната, обикновеният живот с всичките му всекидневни произшествия – се превръща в поезия, тъй като тя е дух, който вдъхва живот на всички неща.“[3] Като се основава на спомени от разговорите, които е водил със своя приятел, както и на онова, което е успял да види в оставените от него ръкописи, Лудвиг Тик се опитва да запознае донякъде читателя със съдържанието на втората част на това произведение.

Добра представа за замисъла на писателя дава послесловът на Лудвиг Тик, в който са цитирани някои от стихотворенията, които трябвало да влязат във втората част. Тези песни щели да представят Астралис, „звездният човек“, роден от прегръдката на Хайнрих и Матилде. Киана, дъщера на появилия се в първата част граф фон Хоенцолерн, изпраща Хайнрих в далечен манастир, където той прониква в тайната на смъртта и магията. По-късно главният герой възглавява войска в размирна Италия, пътува до Гърция, Близкия изток, посещава Йерусалим. Накрая се завръща в Германия, където посещава дядо си и Клингзор. За „непонятното надпяване“ между Хайнрих и Клингзор с останалите певци, упоменато в Манеската колекция, Лудвиг Тик твърди, че замисълът на Новалис е бил различен: „Вместо това състезание, авторът е искал да изобрази друг своеобразен поетически спор – борбата между доброто и злото начало в песните на вярващите и невярващите, при което невидимият свят ще бъде противопоставен на видимия.“ 
Финалът на втората част според плановете на Новалис е своеобразен вариант на финала на приказката на Клингзор от първата. В Блажената страна, отвоювана от Хайнрих и близките му, е отменено времето, не съществуват нито ден, нито нощ, нито годишните времена, а минало, настояще и бъдеще са едно и също.

### Символ на синьото цвете
В книгата „Хайнрих фон Офтердинген“ синият цвят символизира свързването на човека с природата и духа, както и с любовта (Виждайки Матилде например, Хайнрих разбира, че тя е синьото цвете, тя е емблемата на безсмъртната любов). В епохата на Романтизма схващането за човека е продължение от хуманизма и епохата на Просвещението, но фокусът тук се поставя върху собствените емоции, а не върху абстрактни теории. Обяснението и разсъжденията са водещи в разбирането на любовта през Романтизма.
Валтер Бенямин използва образа на синьото цвете неколкократно в своите трудове. Такъв пример е началната фраза на есето му „Dream Kitsch“: „… Никой не мечтае вече за синьото цвете. Този, който днес се събуди като Хайнрих фон Офтердинген, вероятно се е успал“. Освен това, в неговото есе „Das Kunstwerk im Zeitalter seiner technischen Reproduzierbarkeit“ се споменава: „Нематериалният аспект от реалността тук се превръща в апотеоз на изкуството, а погледът над непосредствената действителност‒ синьото цвете в земята на технологиите.“

### Пътуването в „Хайнрих фон Офтердинген“
Пътуването е белязано от два отчетливо обособени плана: единият, привидно реалистичен, на пътуването, и вторият, символистичен пласт, поднесен чрез вмъкнати приказни сюжети. Забелязва се, че Новалис е споделял идеите на Фридрих Шлегел за романа като фрагментарен и близък до поетиката на приказката.
Екзотеричният смисъл на пътуването в „Хайнрих фон Офтердинген“ е свързан с „възпитателната“ идея у него да бъде пробуден поетът. В началото на повествованието героят е само обсебен от бляна по синьото цвете, но самият той не само, че не е поет, но все още няма и усет за поезия. Пробуждането на това поетическо чувство у него е същинското символно съдържание на първата част на романа (отношението човек-природа заема изключително важно място като символно-алегорически и мистичен смисъл).

### Съпоставка с„Вилхелм Майстер“
В немското литературознание се употребява изразът анти-„Вилхелм Майстер“ и началото на тази поредица от творби полага романът на Новалис. Оттласквайки се от романа на Гьоте, „Хайнрих фон Офтердинген“ остава в редица отношения сходен с неговата матрица. И двете творби представляват разновидност на роман за изграждане на личността (bildungsroman), в който героят пътува и чрез преживяванията си оформя своите възгледи за живота. В жанрово отношение и двата романа възхождат към матрицата на романа пътуване, познат още от елинистическите логой (романи). Съществената разлика между двата романа е в това, че докато героят на Гьоте оформя своя характер и мироглед под въздействие на живота, на външните обстоятелства, младият Хайнрих се оформя под въздействието на мистически предопределени обстоятелства. В този смисъл Вилхелм Майстер е самостоен и творчески активен персонаж, докато Хайнрих фон Офтердинген е обречен на пасивност от мистическата символика, направляваща живота му. Вилхелм Майстер е талантлив ученик на социалната среда, докато Хайнрих е талантлив ученик на природата, преподаваща уроците на човешкия род.

### Идеята за хаос
Идеята за хаос се помества в романа „Хайнрих фон Офтердинген“ и играе основна роля в представата на автора за епохата на Романтизма, осигурявайки концепцията за природата и творческата сила. Хаосът в трудовете на Новалис е своеобразна променяща се парадигма, която съдържа в себе си по презумпция схващания за науката през Просвещението. Век и половина след публикацията на Новалис от 1802 г. тя става популярна в самата наука. Подобно на твореца, теоретиците на хаоса през XX век опровергават Нютоновия модел за подредената Вселена. В своите проучвания те описват тъкмо обратното‒ забележимата дисхармония в природата. Тази дискусия започва с теорията за хаоса, според която природата е разнообразна и непредсказуема.
Историята на Хайнрих фон Офтердинген е обвързана със Златната ера, изпълнена с носталгия и очакване, на които хаосът е предвестник. В опит да бъде описана изцяло идеята за хаоса според Новалис, важно е да се обърне внимание на детайлите в контекста. В първата част на романа търговецът споделя на Хейнрих митичното и хармонично минало. Тази тема е повторена и в приказката за Атлантис, в която младият поет пее връщането му. Клингсор връща Златната ера на преден план. Накрая Фабел съобщава за завръщането на Златната ера в края на живота на търговеца. Тогава се поставя и акцентът в описанието на хармонията и богатството на този нов свят. В началото на незавършената втора половина на творбата Астралис обявява настъпването на Златната ера.

### В България
Единственото българско издание от 1983 г.  То съдържа стихотворно (сонетно) посвещение, първа част – „Очакването“ (134 стр.), началото на недописаната втора част „Сбъдването“ (15 стр.), както и послеслов на Лудвиг Тик, озаглавен „За продължението на „Хайнрих фон Офтердинген“.